# Рео-Кокер, Найджел
На́йджел Шо́ла А́ндре Ре́о-Ко́кер (англ. Nigel Shola Andre Reo-Coker; род. 14 мая 1984[…], Саутуарк) — английский футболист, полузащитник.

## Карьера
Своё детство Найджел провёл в Сьерра-Леоне, где его отец Рэнсфорд работал врачом. Когда Найджелу было шесть лет, его родители развелись, и мать Агнес Лусинду забрала детей (у Найджела есть ещё две сестры) и вернулась на родину — в Лондон.

### Клубная
В 13 лет Рео-Кокер пришёл в «Уимблдон», в составе которого прошёл через команды всех возрастов, а в 21 год стал капитаном основного состава. Его успехи впечатлили тренеров молодёжной сборной Англии, а также его заметили селекционеры клубов премьер-лиги. В 2004 году игрок оказался в «Вест Хэме», где очень быстро стал не только игроком основного состава, но и капитаном. В 2006 году в составе «молотобойцев» Найджел стал финалистом Кубка Англии. Всего за «Вест Хэм» он провёл 120 игр и забил 11 голов, перед тем как в 2007 году облачился в форму «Астон Виллы».
Планировавшим купить оборонительного полузащитника за 7 миллионов евро бирмингемцам пришлось в итоге выложить 8,5. Немалые затраты игрок оправдал в первый же сезон, сходу став ключевой фигурой клуба. В клубе из Бирмингема Рео-Кокер выступал до лета 2011 года, когда после истечения контракта с клубом покинул «Астон Виллу», не пожелавшую продлить контракт с игроком.
27 июля 2011 года на официальном сайте «Болтон Уондерерс» было объявлено о подписании двухлетнего контракта с Рео-Кокером.
21 февраля 2013 года, отказавшись от предложений в Англии и России, подписал контракт с «Ванкувер Уайткэпс» из лиги MLS.
21 августа 2014 года он был обменян в «Чивас США» на Мауро Росалеса. По окончании сезона «Чивас США» был распущен, Рео-Кокер был доступен драфте расформирования 2014, но выбран не был.
На драфте отказов MLS 10 декабря 2014 года Рео-Кокер был выбран клубом «Монреаль Импакт». 21 января 2016 года действие его контракта с клубом было прекращено по обоюдному согласию.

### В сборной
В мае 2006 года Рео-Кокер был назван в качестве кандидата на поездку на чемпионат мира в Германию, однако в последний момент Свен-Ёран Эрикссон предпочел ему более опытного Фила Невилла. После этого обиженный Рео-Кокер заявил, что ждёт предложения со стороны национальной федерации Сьерра-Леоне. Однако, это были всего лишь слова, так как перейти под знамёна африканской команды было невозможным уже тогда, ведь за плечами игрока было 23 игры в составе английской «молодёжки», а возраст игрока уже перешагнул за отметку позволявшую надеяться на натурализацию.

## Достижения

### Командные
Вест Хэм Юнайтед
- Плей-офф Чемпионата Футбольной лиги
  - Победитель: 2005
- Кубок Англии
  - Финалист: 2006

Астон Вилла
- Кубок лиги
  - Финалист: 2010